# YIC保育&ビジネス専門学校
YIC保育&ビジネス専門学校は、かつて山口県光市に設置された専修学校(専門学校)。開校当初から定員割れが続き、学生の確保が難しくなったため2021年3月末で閉校（卒業生122人）。

## 概要
2013年に光市が所有する旧周南コンピュータ・カレッジの校舎を賃借して開校。
開校時は商業実務専門課程のITビジネス学科を設置し（単科）、2014年に教育・社会福祉専門課程のこども学科の設置していた。2018年3月にITビジネス学科は廃止となっていた。
2021年3月に閉校となり、市所有の建物は公募型プロポーザルによって社会福祉法人が使用することになっている。

## 建学の精神（校訓）
YIC保育&ビジネス専門学校の校訓は「鍛え磨く」であった（YICグループの設置する専門学校共通の校訓）。

## 沿革
- 2012年4月 - 現学校所在地に学校開設準備室を設置。
- 2012年9月 - 山口県知事より専修学校(専門学校)として認可。
- 2012年10月 - こども学科開設準備室を設置。
- 2013年4月 - YIC保育&ビジネス専門学校として開校。ITビジネス学科設置。
- 2014年4月 - こども学科設置。
- 2016年4月 - ITビジネス学科募集停止。こども学科のみとなる。
- 2021年3月 - 閉校[1]。

## 基礎データ

### 所在地
- 〒743-0023　山口県光市光ケ丘3番17号

### アクセス
- JR西日本山陽本線光駅より徒歩12分
- バイク通学：届出制（無料駐輪場あり）
- 自動車通学：届出制（無料駐車場あり）

### シンボルマーク
- シンボルマークは学校名の一部である「YIC」をモチーフにした、YICグループ共通のものである。